# NGC 2270
NGC 2270 је расејано звездано јато у сазвежђу Једнорог које се налази на NGC листи објеката дубоког неба.
Деклинација објекта је + 3° 28' 45" а ректасцензија 6h 43m 57,7s. Привидна величина (магнитуда) објекта NGC 2270 износи 10,0.